# سیارک ۱۳۱۷۶۲
سیارک ۱۳۱۷۶۲ (به انگلیسی: 131762 Csonka، نامگذاری:2002AD11) صد و سی و یک هزار و هفتصد و شصت و دومین سیارک کشف شده‌است که در ۱۱ ژانویه ۲۰۰۲ کشف شد.